# Calpocalyx letestui
Calpocalyx letestui é uma espécie de legume da família Leguminosae.
Apenas pode ser encontrada no Gabão.